# PROKR2
PROKR2 (англ. Prokineticin receptor 2) – білок, який кодується однойменним геном, розташованим у людей на короткому плечі 20-ї хромосоми. Довжина поліпептидного ланцюга білка становить 384 амінокислот, а молекулярна маса — 43 996.
| 10         |  | 20         |  | 30         |  | 40         |  | 50         |
| ---------- |  | ---------- |  | ---------- |  | ---------- |  | ---------- |
| MAAQNGNTSF |  | TPNFNPPQDH |  | ASSLSFNFSY |  | GDYDLPMDED |  | EDMTKTRTFF |
| AAKIVIGIAL |  | AGIMLVCGIG |  | NFVFIAALTR |  | YKKLRNLTNL |  | LIANLAISDF |
| LVAIICCPFE |  | MDYYVVRQLS |  | WEHGHVLCAS |  | VNYLRTVSLY |  | VSTNALLAIA |
| IDRYLAIVHP |  | LKPRMNYQTA |  | SFLIALVWMV |  | SILIAIPSAY |  | FATETVLFIV |
| KSQEKIFCGQ |  | IWPVDQQLYY |  | KSYFLFIFGV |  | EFVGPVVTMT |  | LCYARISREL |
| WFKAVPGFQT |  | EQIRKRLRCR |  | RKTVLVLMCI |  | LTAYVLCWAP |  | FYGFTIVRDF |
| FPTVFVKEKH |  | YLTAFYVVEC |  | IAMSNSMINT |  | VCFVTVKNNT |  | MKYFKKMMLL |
| HWRPSQRGSK |  | SSADLDLRTN |  | GVPTTEEVDC |  | IRLK       |  |            |

A: Аланін

C: Цистеїн

D: Аспарагінова кислота

E: Глутамінова кислота

F: Фенілаланін

G: Гліцин

H: Гістидин

I: Ізолейцин

K: Лізин

L: Лейцин

M: Метіонін

N: Аспарагін

P: Пролін

Q: Глутамін

R: Аргінін

S: Серин

T: Треонін

V: Валін

W: Триптофан

Кодований геном білок за функціями належить до рецепторів, g-білокспряжених рецепторів, білків внутрішньоклітинного сигналінгу. 
Локалізований у клітинній мембрані, мембрані.